# Etorofus pubescens
Etorofus pubescens là một loài bọ cánh cứng trong họ Cerambycidae.

## Hình ảnh

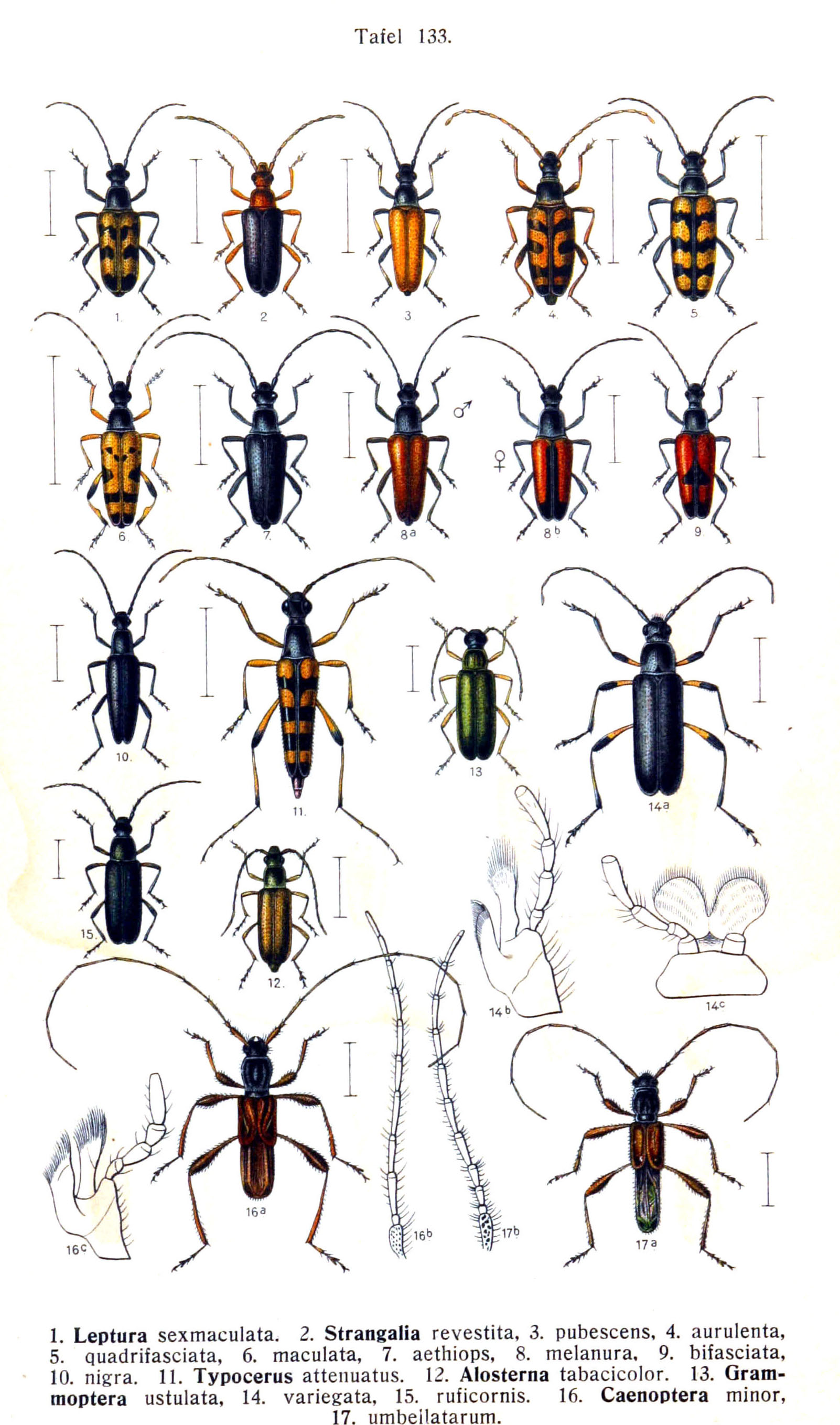